# Smena 8M

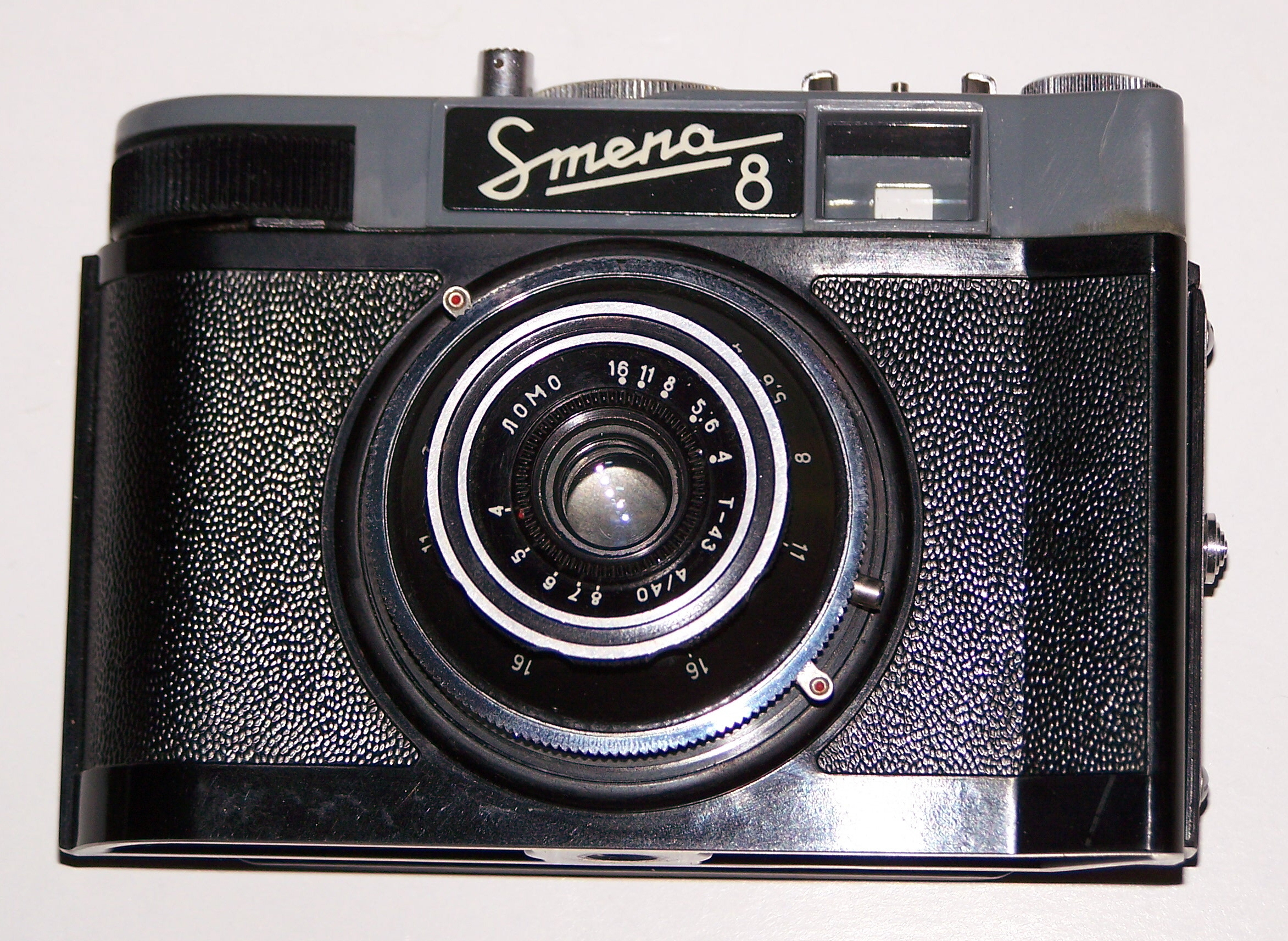
Smena 8

Smena (tiếng Nga: Смена) là dòng máy ảnh giá rẻ sử dụng phim 35 mm được nhà máy LOMO sản xuất tại Liên Xô từ năm 1953 đến 1991. Các dòng máy ảnh này được thiết kế để có giá thành không đắt, đến được tay mọi người tiêu dùng, sử dụng chất liệu bakelite hoặc nhựa đen cho các mẫu máy ảnh sau này, và được điều khiển hoàn toàn thủ công. Vào những năm 60-70 được tập đoàn xuất khẩu Xô viết Mashpriborintorg xuất khẩu (tiếng Nga: Машприборинторг). Công ty Úc Lomographische AG hiện quảng bá Smenas, như một nhà phân phối độc nhất với điều khoản phân phối với LOMO PLC.

## Đặc tả

### Smena 8M[4]
- Ống kính: bộ ba 43, 40 mm, f/4, 3 thành phần
- Khoảng tiêu cự: 1 m chính diện, tiêu cự cân bằng
- Tốc độ màn trập: B, 1/15, 1/30, 1/60, 1/125, 1/250
- Loại màn trập: màn trập 3 lá
- Độ mở ống kính: f/4, f/5.6, f/8, f/11, f/16
- Loại phim: phim 35 mm
- Kích cỡ: 70 x 100 x 60 mm
- Nặng: 289 g

## Các mô-đen
Các mô-đen máy ảnh Smena:
- Smena
- Smena-2
- Smena-2M
- Smena-3
- Smena-4
- Smena-5
- Smena-6
- Smena-7
- Smena-8 hoặc Cosmic 35 cho thị trường Anh.[6]
- Smena-8M
- Smena-9
- Smena-35
- Smena-Rapid
- Smena-Symbol
- Smena-M

## Thư viện hình

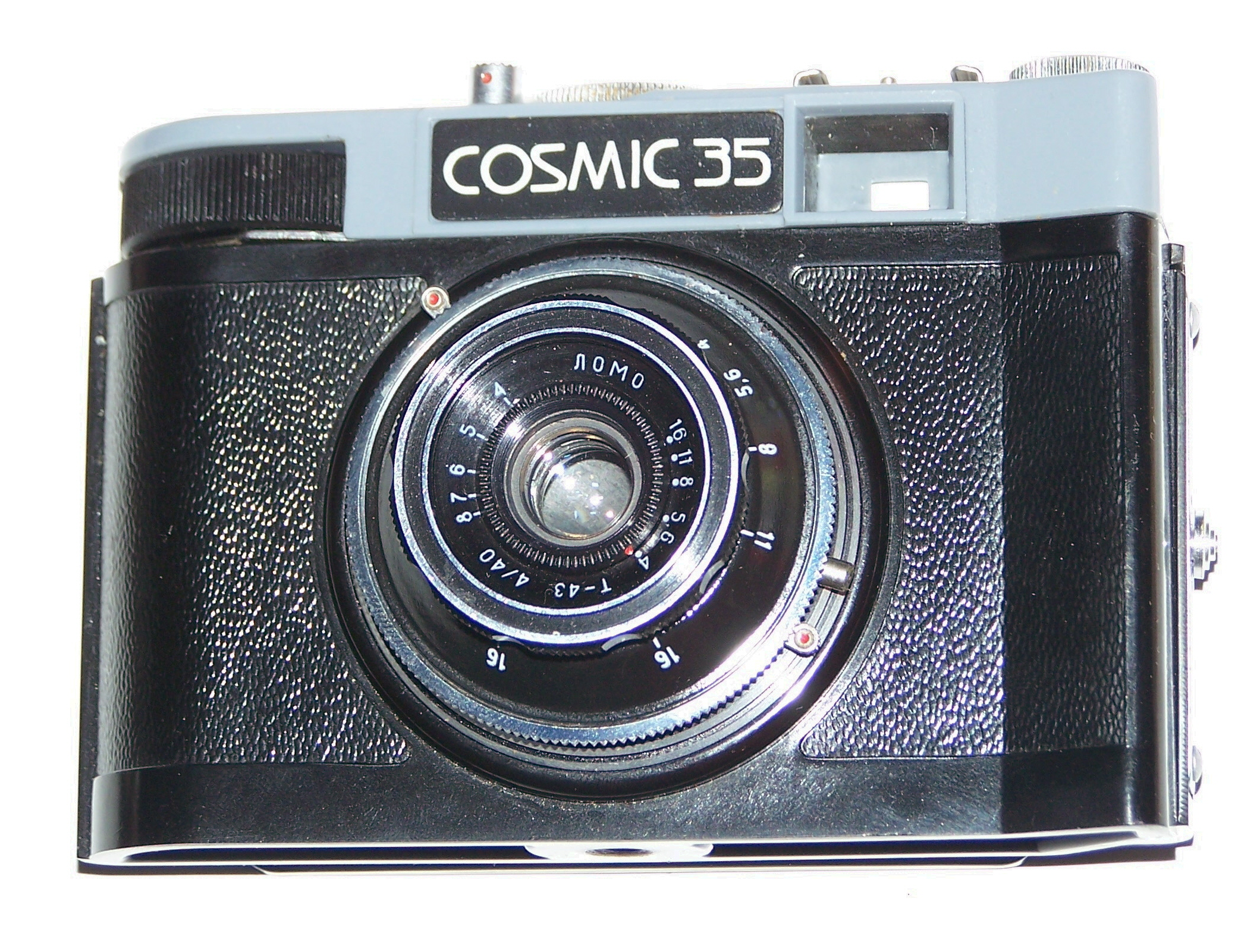
Cosmic 35
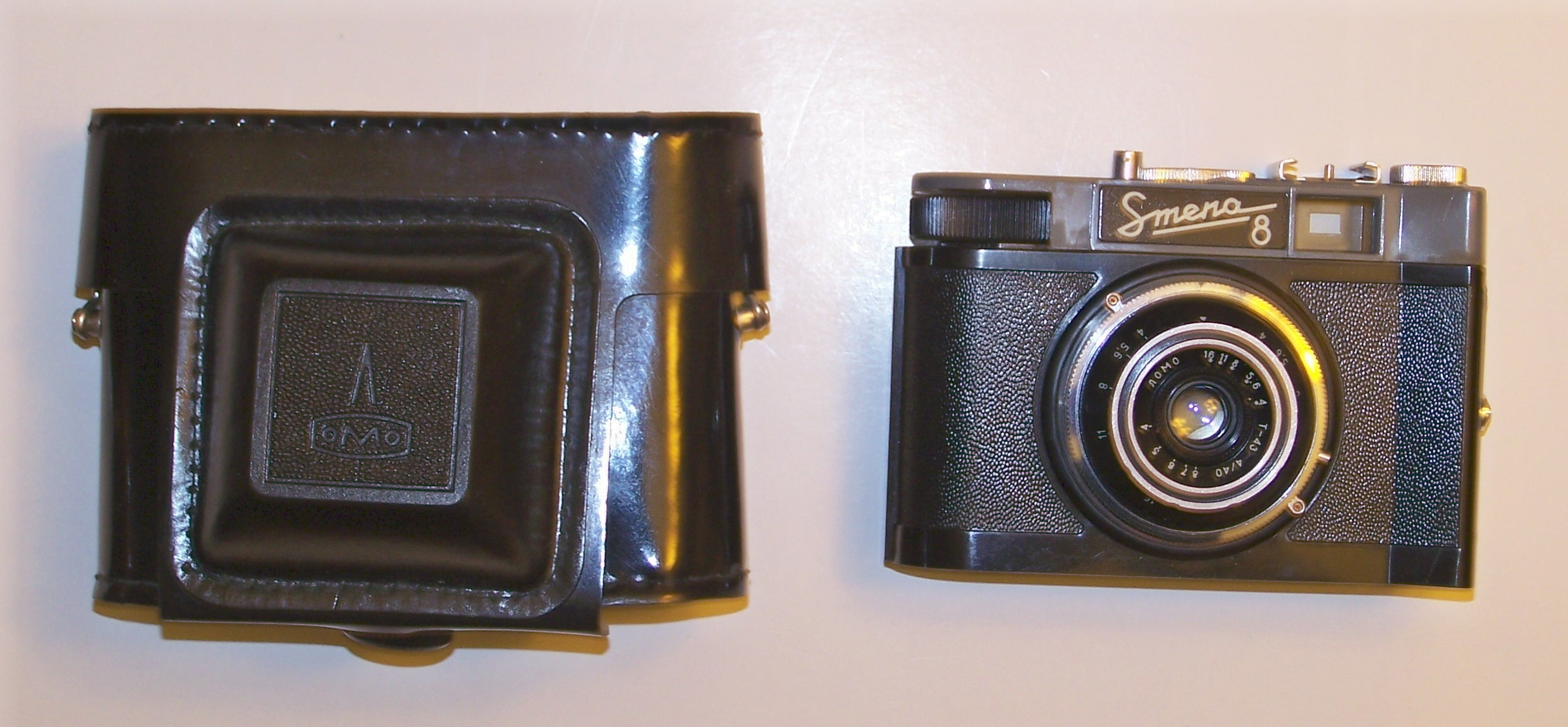
Smena 8 và hộp vỏ
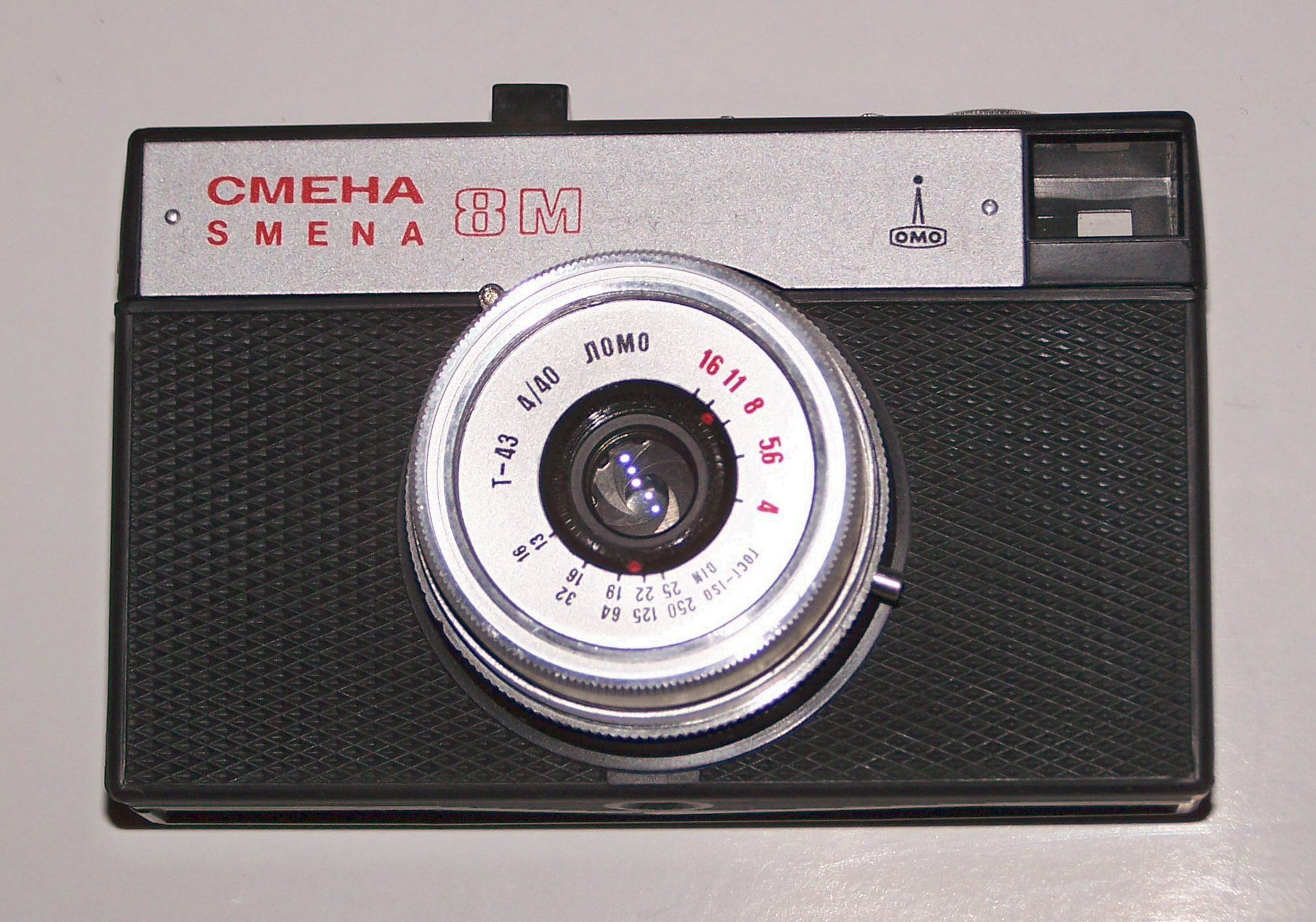
Smena 8M
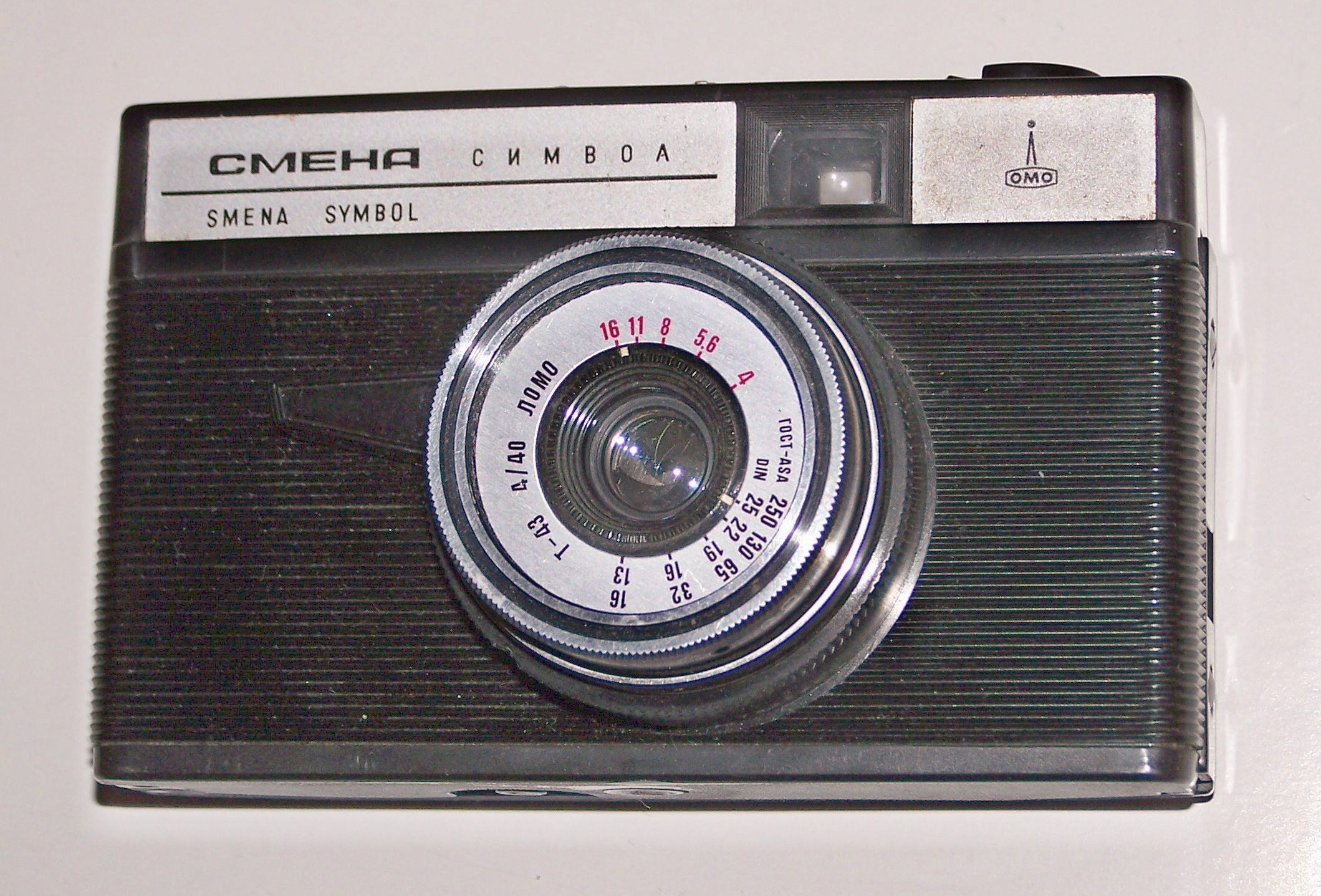
Smena Symbol

## Dẫn chứng
1. 1 2 3  "Smena History from Antique Russian Camera website". Bản gốc lưu trữ ngày 26 tháng 2 năm 2008. Truy cập ngày 13 tháng 7 năm 2008.
2. 1 2  McKeown (1987–1988). Price Guide to Antique and classic Cameras. tr. 306–307. ISBN 0-931838-10-X.{{Chú thích sách}}:  Quản lý CS1: định dạng ngày tháng (liên kết)
3. ↑  "Export magazine from USSR Photo website".
4. 1 2  "Lomography specs". Bản gốc lưu trữ ngày 3 tháng 12 năm 2007. Truy cập ngày 13 tháng 7 năm 2008.
5. ↑  Lomo PLC
6. ↑  USSR photo.com on Cosmic 35